# André-Louis-Adolphe Laoust
André Louis Adolphe Laoust est un sculpteur français né le 16 septembre 1843 à Douai et mort le 7 mai 1924 à Paris. 

## Biographie

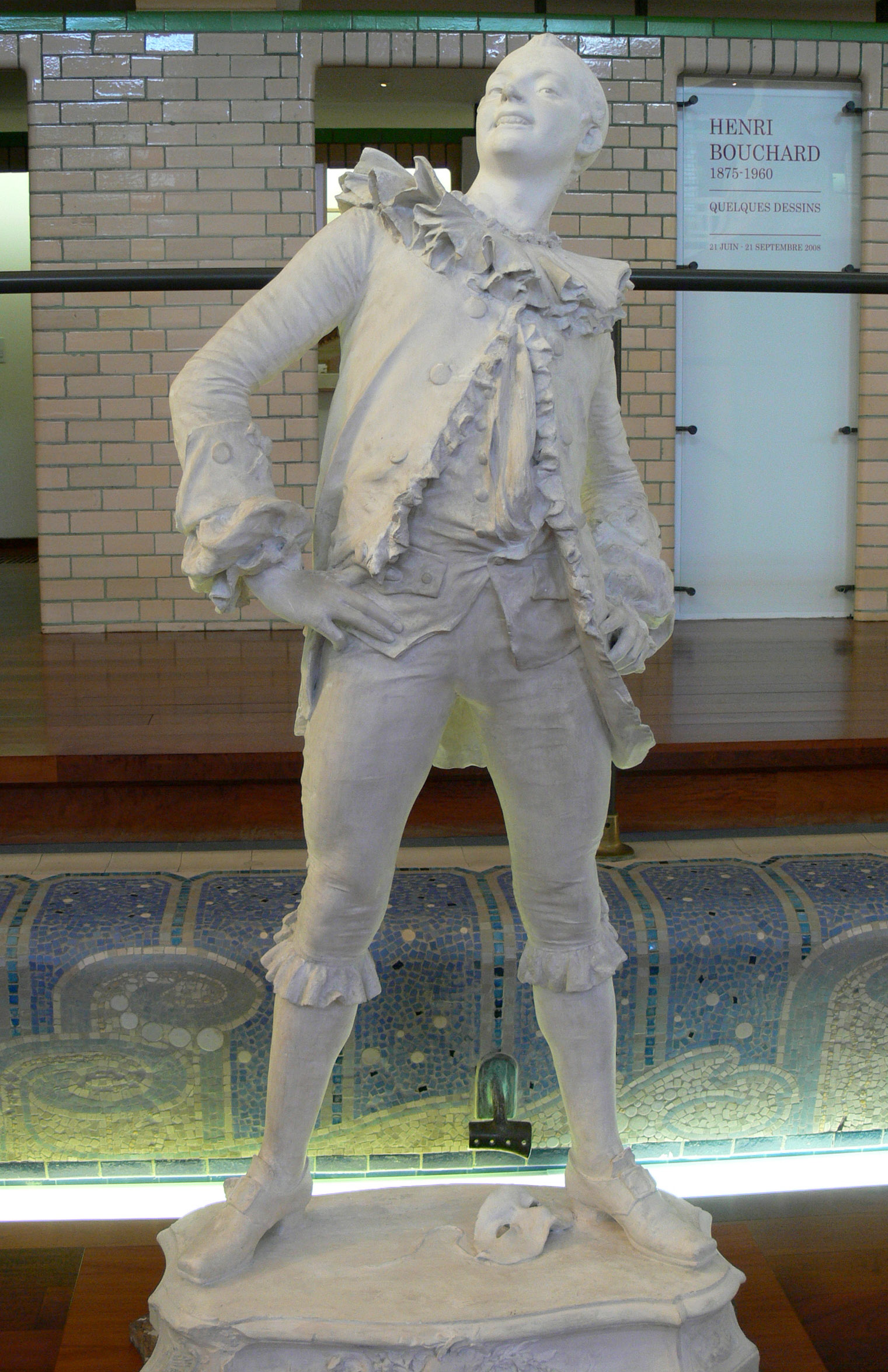
Pierrot (1889), plâtre, Roubaix, La Piscine.

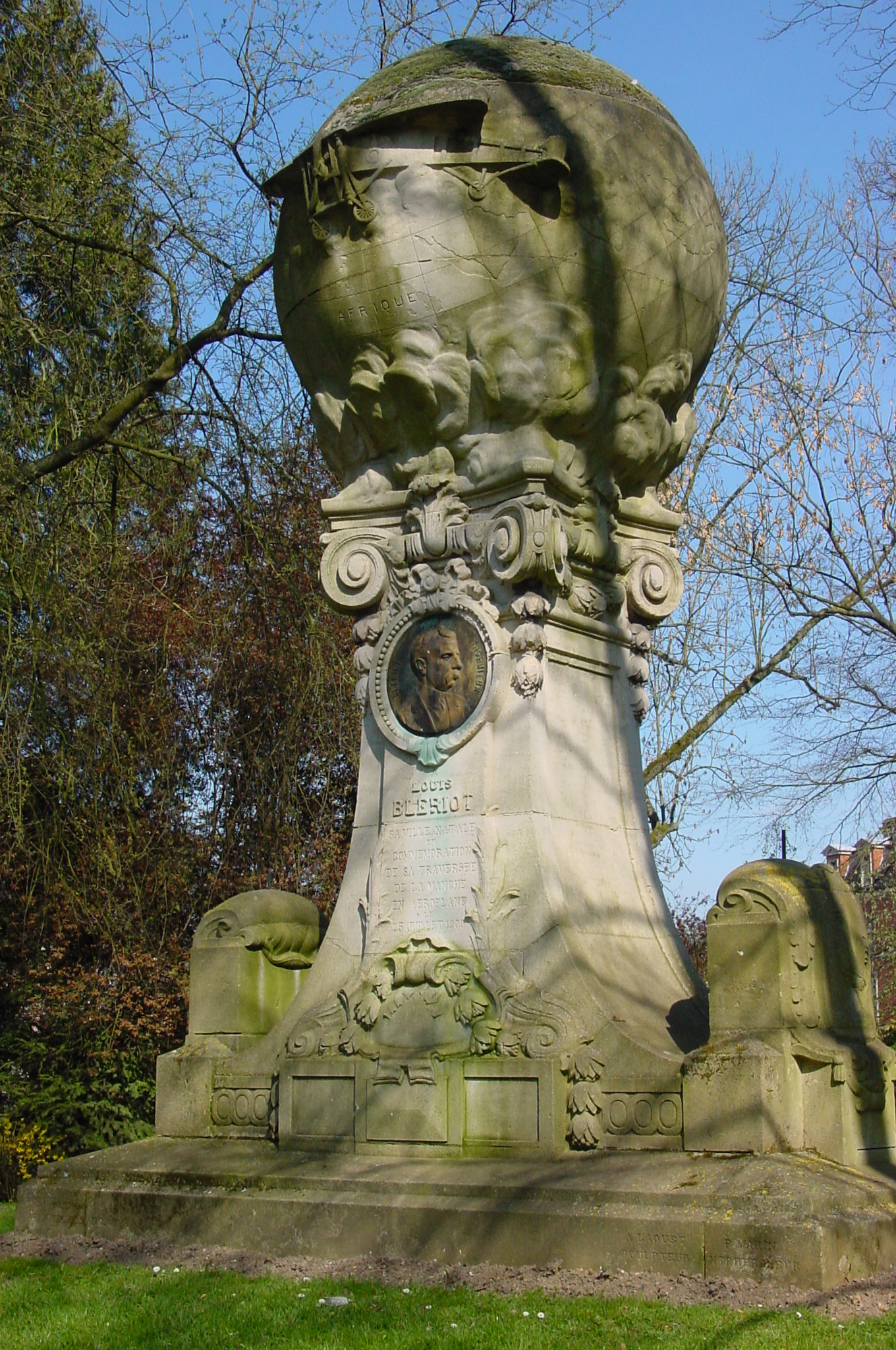
Monument à Louis Blériot (1910), Cambrai.

Élève du sculpteur François Jouffroy à l'École des beaux-arts de Paris, André Laoust expose au Salon de 1868 et devient membre de la Société des artistes français en 1885.
Avec des membres de sa famille, il crée en 1874 les Ateliers Laoust qui ont employé plusieurs dizaines de personnes durant plusieurs générations.
Il obtient une médaille d'argent à l'Exposition universelle de 1889 pour le Chanteur indien de Ganaï.
Laoust conçoit des sculptures pour la Manufacture de Sèvres entre 1891 et 1905.
Il est professeur de sculpture aux écoles académiques de Douai de 1892 à 1901. Il obtient une médaille d'argent en modelage aux concours des écoles académiques en 1893.

## Famille
Son fils André (1894-1960) a également été sculpteur, ainsi que décorateur, staffeur et entrepreneur. Il a notamment travaillé pour l'Exposition coloniale internationale de 1931 et l'Exposition universelle de 1937. Son petit-fils André Lucien Laoust (1922-2004) fut staffeur et décorateur dans les ateliers familiaux. Sa petite-fille Anne Leroux-Laous (née en 1967) est également sculptrice.

## Élèves
- Alexandre Descatoire
- Henri-Émile Rogerol

## Œuvres dans les collections publiques
- Cambrai, jardin aux fleurs : Monument à Louis Blériot, 1910, avec un médaillon par Joseph Carlier[3].
- Douai, place Suzanne Lannoy : L’Espérance, ou La Victoire, ou Monument aux célébrités douaisiennes, 1884, bronze, envoyé à la fonte sous le régime de Vichy, dans le cadre de la mobilisation des métaux non ferreux[4].
- Lamalou-les-Bains : Ganaï chanteur indien, 1885, bronze, envoyé à la fonte sous le régime de Vichy, dans le cadre de la mobilisation des métaux non ferreux[5],[6].
- Lille, palais des Beaux-Arts : Ganaï chanteur indien, statue, modèle en plâtre.
- Mons, mémorial de la guerre, 1914-1918, 1920.
- Niort : L’Espérance, ou Spes, ou Monument aux morts de 1870, bronze, envoyé à la fonte sous le régime de Vichy, dans le cadre de la mobilisation des métaux non ferreux[7].
- Roubaix, La Piscine :
  - Pierrot, 1889, modèle en plâtre, don de l'auteur en 1904[8] ;
  - Bustes en marbre d'Augustin Morel (1877)[9] et de son épouse (1882)[10], dons A. Morel en 1902.
- Tours, musée des Beaux-Arts.